# Anna Kodelska
Anna Kodelska, de soltera Szczewińska, (1901 - Varsovia, Polonia; 11 de agosto de 1944) fue una arquitecta polaca y combatiente durante la Insurrección de Varsovia.

## Biografía
Kodelska se graduó en 1928 por el Departamento de Arquitectura de la Universidad de Tecnología de Varsovia. Fue la cónyuge del arquitecto Aleksander Kodelscy, con el que a menudo trabajaba. Su hija es la profesora Teresa Kodelska-Łaszek, paramédica durante el Alzamiento de Varsovia, esquiadora en los Juegos Olímpicos de Oslo de 1952, e investigadora de la Escuela de Economía de Varsovia.
Los principales proyectos terminados de Kodelska fueron la estación final del teleférico Kasprowy Wierch, diseñados conjuntamente con Kodelscy, y el edificio del Observatorio Meteorológico de Gran Altura IMGW-PIB (entre 1935 y 1936). También diseñó edificios residenciales en Varsovia. Fue miembro del Ejército del Interior y soldado del Subdistrito IV de Ochota durante el Levantamiento. Luchó en Ochota en el área del "Wawel Redoubt". Murió el 11 de agosto de 1944 al recibir un disparo en combate.